# Amara paganica
Amara paganica är en skalbaggsart som beskrevs av Thomas Casey. Amara paganica ingår i släktet Amara och familjen jordlöpare. Inga underarter finns listade i Catalogue of Life.